# イオンタウン能代
イオンタウン能代（イオンタウンのしろ）は、秋田県能代市鰄渕にある秋田県北部では最大級となるショッピングセンター。核店舗はイオンスタイル能代東。

## 概要
市の中心部には地元商店街が誘致し、1990年（平成2年）12月18日に開業したイオン能代店（能代SC）があるが、新店計画が持ち上がり、紆余曲折を経て郊外の国道7号沿いに開業した。
当初計画では2階建てのイオンモールとしての開業を予定していたが、複数回にわたる計画の見直しや東日本大震災の発生による延期などを経て平屋のイオンタウンへと縮小変更。店舗数もコロナ禍の影響により当初予定していた約60店から32店に半減した。その理由についてイオンタウンは「品ぞろえの幅が必要となり、大型の区画の専門店が増えた」と説明している。
店舗は西側にスーパーマーケット（イオンスタイル）、中央に専門店、東側にホームセンターのサンデーを配置。建設予定地には元よりデイサービスセンターと中古車販売店が所在したが、敷地内に組み込まれるような配置でそのまま存続となり、オープン前の10月16日には、地元関係者や専門店の従業員ら約50人が、敷地内にミズナラやカンツバキなど約400本を植樹した。
2021年11月25日・26日の先行オープンには、計1万5千人が来店。11月27日のグランドオープン当日には、オープニングセレモニーで、斉藤滋宣能代市長など7人がテープカット。開店前から約千人が列を作り、10分前倒しして、午前8時50分に開店した。
2024年3月26日発表された県内公示地価では、商業地で能代市字下野が、2018年の調査開始以来初めて上昇。周辺にイオンタウン能代をはじめ、家電量販店、家具・インテリア販売店など大型商業施設が複数展開していることが影響している。

## 沿革
- 2020年（令和2年）
  - 10月4日 - イオン関係者や施工業者などが出席し、安全祈願祭を挙行[8]。
  - 12月10日 - 大規模小売店舗立地法の規定により、イオンモール株式会社が能代市に大規模小売店舗の新設に関する届出を提出[9]。
- 2021年（令和3年）
  - 10月26日 - 能代山本スポーツリゾートセンターアリナスにて、イオンスタイル能代東の結団式を開催[10]。
  - 11月24日 - 能代市とイオン株式会社にて、15項目の包括連携協定を締結[11]。斉藤滋宣市長などが出席し、能代市役所にて締結式を開催[11]。
  - 11月25日・26日 - 先行オープン[6]。
  - 11月27日 - グランドオープン[6]。「メンchocoのしろWAON」の販売を開始[11]。
- 2022年（令和4年）
  - 8月23日 - 能代警察署員と店舗スタッフ約15人にて、不審者侵入を想定した訓練を実施[12]。
  - 12月19日 -「スターバックスコーヒーイオンタウン能代店」オープン[13]。
- 2023年（令和5年）
  - 2月5日 - 能代市にて、移住定住を増やすための相談窓口「のしろ暮らす」オープン[14]。
  - 9月25日 - 能代警察署員や県警警備部機動隊、従業員など25人にて、テロを想定した訓練を実施[15]。
- 2024年（令和6年）2月27日 - 八峰町とイオン東北株式会社にて、災害時の物資供給に関する協定を締結[16]。堀内満也町長などが出席し、八峰町役場にて締結式を開催[16]。

## フロアとテナント

### フロア概要

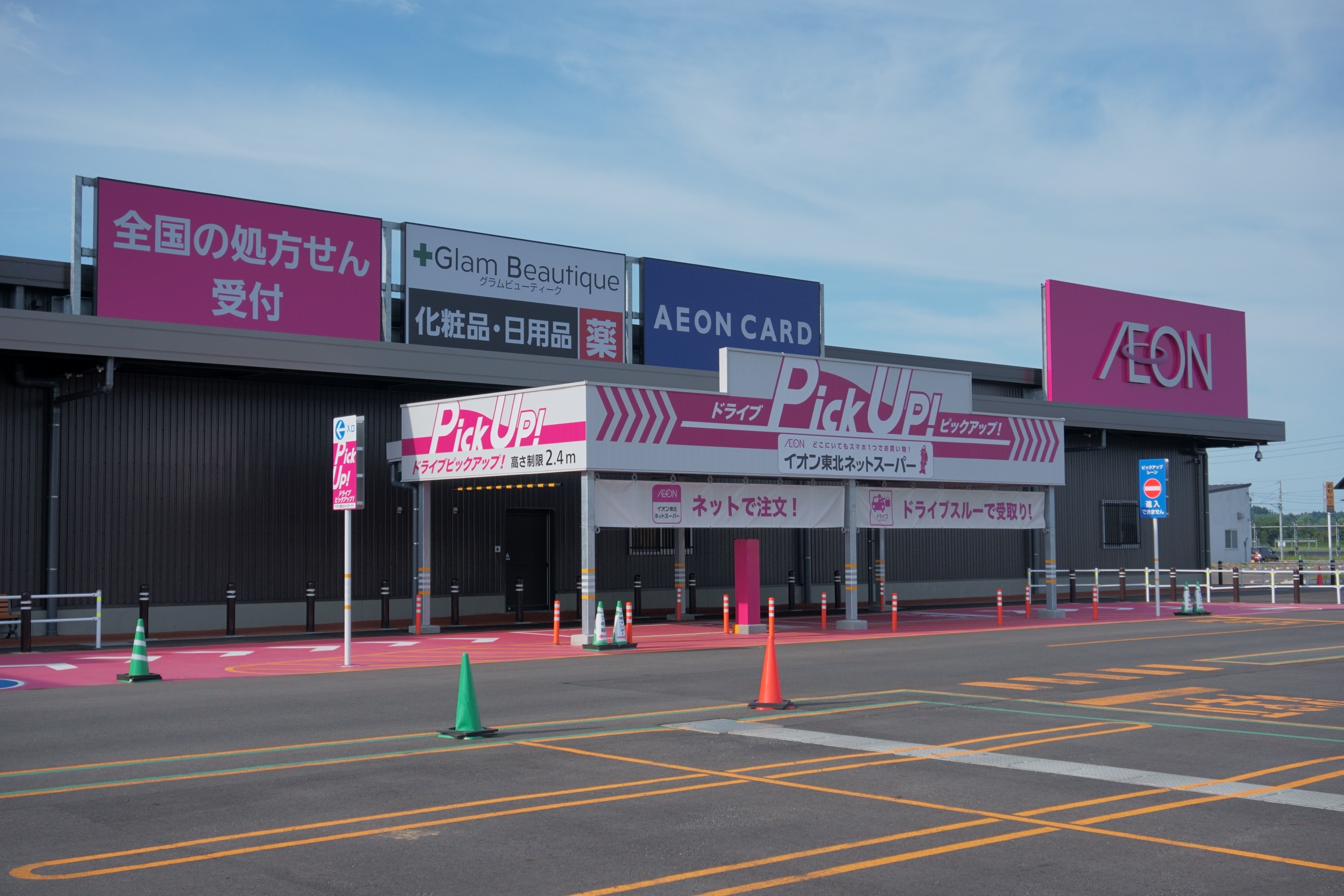
ドライブピックアップ！ゲート

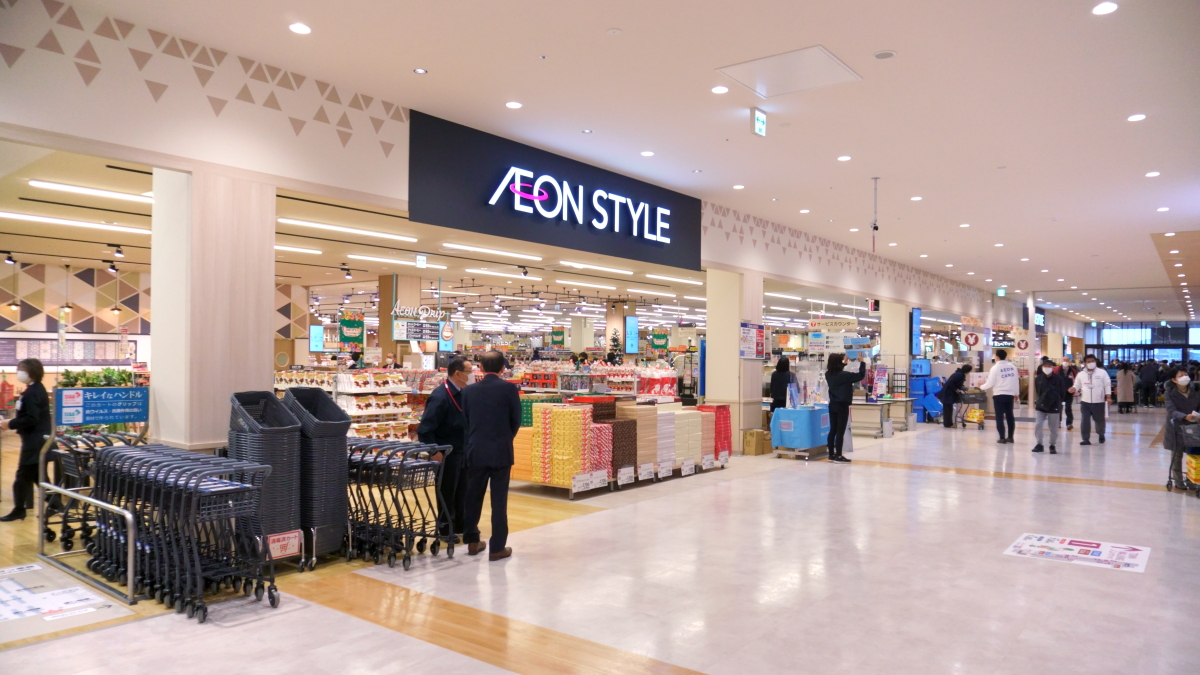
イオンスタイル能代東

核店舗のイオンスタイル能代東と32の専門店で構成される。イオンスタイルでは、注文した商品を乗車したまま受け取れるサービス「ドライブピックアップ！」を県内のイオン関連施設で初めて実施する。
| 階  | フロア概要                       |
| --- | -------------------------------- |
| 1階 | 直営売場・専門店街・フードコート |

### ホームセンターエリア

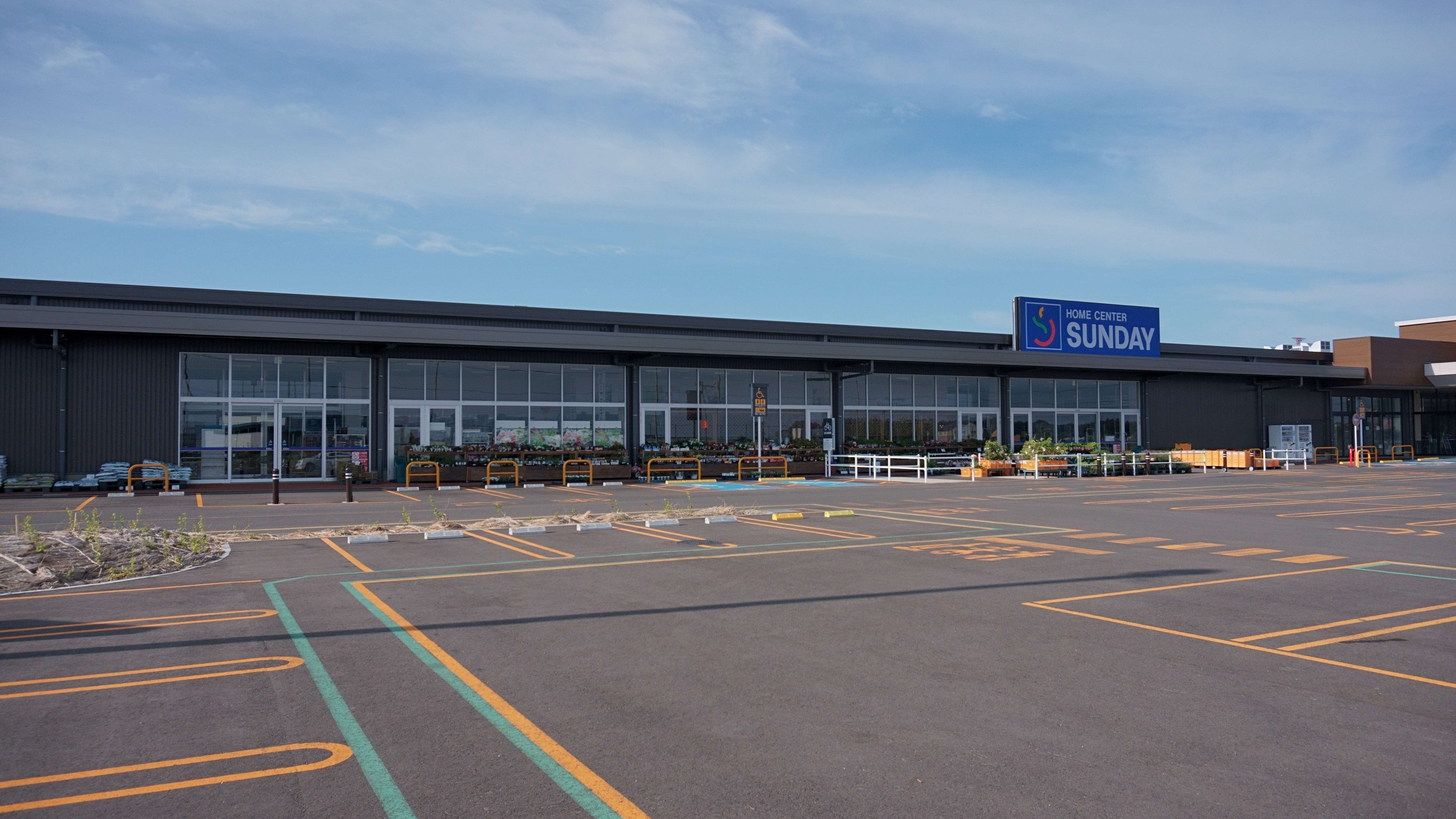
サンデー 能代店

- サンデー能代店

### 主なテナント
ファッション・グッズ
- マックハウス（メンズ・レディス）
- ハニーズ（レディス）
- キッズリパブリック（キッズ・ベビー）

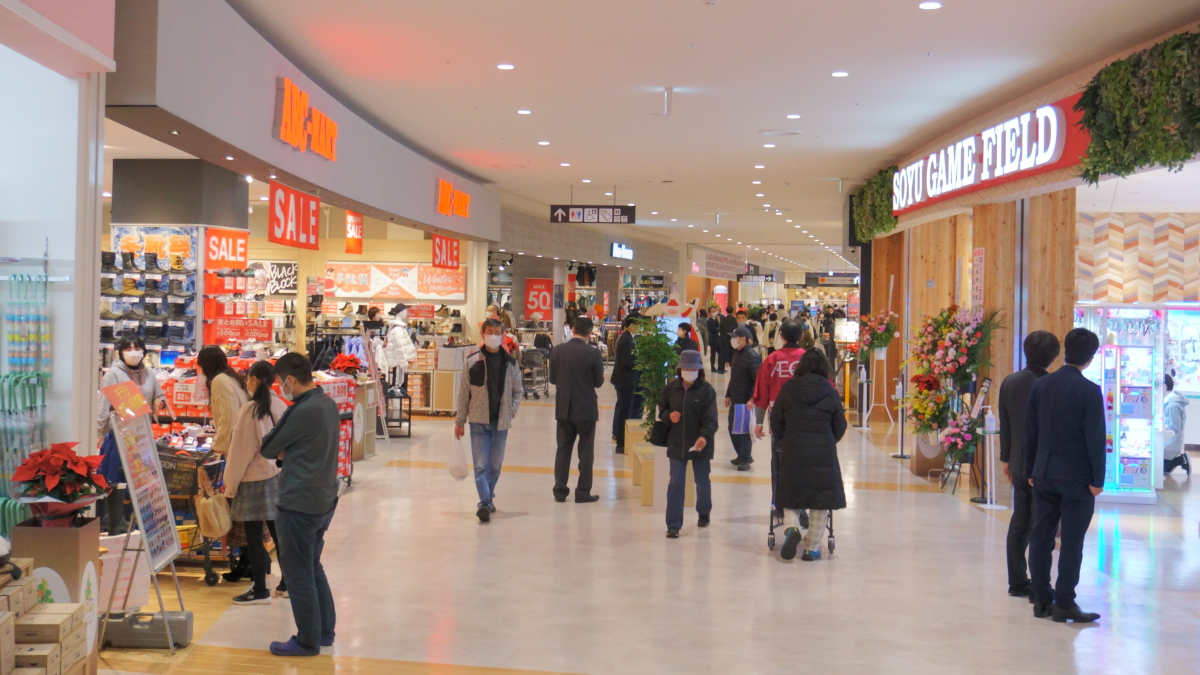
店内の様子

- スポーツエクスプレスネクサス（スポーツ用品）
- ABCマート（靴）
- ダイソー（100円ショップ）
- 未来屋書店（書籍）
- ヤマダデンキ（家電）

グルメ・フード
- 銀座コージーコーナー（洋菓子）
- サーティワンアイスクリーム（アイス・クレープ）
- ドトールコーヒーショップ（コーヒー・パン）
- スターバックスコーヒー（コーヒー 外部棟）

サービス・アミューズメント
- 保険見直し本舗（保険）
- ソユーゲームフィールド（アミューズメント）

※テナント情報は2022年11月時点
テナント全店の一覧・詳細情報は公式サイト「ショップ一覧」「フロアガイド」を、営業時間の詳細は公式サイトをそれぞれ参照。

## アクセス

### 自動車
- E7 秋田自動車道 - 能代東ICより約1分

### 鉄道
- JR奥羽本線・五能線 - 東能代駅から徒歩約20分[4]

### バス
- 能代駅前 - 東能代地区コミュニティバス「ではるん」で、 「イオンタウン能代前」下車。徒歩1分。